# Rolando Chaves
Rolando Chavez (Presidencia Roque Sáenz Peña, 18 de abril de 1919 - Buenos Aires, 11 de abril de 1995) ―cuyo verdadero nombre era Dagoberto Cochia―, fue un actor de extensa trayectoria en el cine, radio, teatro y televisión de su país.

## Carrera profesional
El apellido de su madre era Parpinelli.
Gracias a ganar un concurso inició su trabajo en la radio junto con su hermano Orlando Cochia (1915-1967). Llegaron a ser figuras destacadas de ese medio en las décadas de 1940 y 1950, recordándose en especial su labor al frente de radioteatros por Radio del Pueblo y Radio Porteña. 
En 1949 comenzaron a escribir junto a su hermano, formando así uno de los dúos autorales más prolíficos de los años 1950.
Durante 1951 y 1952 trabajaron en la provincia de Chaco. Hicieron los radioteatros El Mencho Rito Alderete, picaflor y meterete, y Barrio de Tango, transmitidos por LR4.
Con Pablo Reinaldo hicieron el radioteatro Elisardo Carmona, el hermano de Santos Vega. También hicieron varias presentaciones en LT7 Radio Corrientes.
En 1959 escribieron los radioteatros Me llaman el porteñito (por LS6) y Cuando el amor no es todo (por LS10). En 1964, escribieron Soy el pibe de Palermo, que se transmitió por Radio Porteña y que tuvo como protagonista a Rolando.
En cine tuvo el papel de galán-cantor personificando a Gardel en El Morocho del Abasto (La vida de Carlos Gardel) (1950). Ese rol fue su mayor logro y sorprendió a los espectadores con su voz y su impecable interpretación. Chaves obtuvo un tono tan similar al de Gardel que el público pensaba que era el ídolo quien estaba cantando. Posteriormente participó en otras películas, varias veces en el papel de villano
En el teatro actuó en representaciones que realizaban compañías de radioteatro en cines, teatros y clubes de barrio fuera de la ciudad de Buenos Aires. También actuó en el Teatro Presidente Alvear en la obra Rebelión en las Malvinas, de Manuel Ferradás Campos integrando un elenco entre los que figuraban Nora Massi, Juan José Míguez, Héctor Pellegrini y Aída Valdez.
En televisión protagonizó Santos Vega (1952), una de las historias del programa titulado Historias de la gran ciudad, con puesta del autor teatral José María Fernández Unsain.
En los años setenta encarnó un personaje de repercusión popular en la telenovela Malevo ―protagonizada por Rodolfo Bebán, Gabriela Gili y Oscar Ferrigno―, en Canal 9.
Rolando Chavez falleció en Buenos Aires el 11 de abril de 1995.

## Filmografía
Actor
- Delito de corrupción (1991), como Preso
- Comandos azules (1980).
- Sujeto volador no identificado (abandonada) (1980).
- Hormiga negra (1979), como García
- Las aventuras de Pikín (1977).
- Muchacho (1970).
- El romance de un gaucho (1961).
- La potranca (1960).
- La morocha (1958), como Isidoro
- Sangre y acero (1956), como Anselmo Vargas
- Al sur del paralelo 42 (inédita) (1955).
- Vida nocturna (1955), como Aníbal Fuentes
- Embrujo en Cerros Blancos (1955).
- El morocho del Abasto (La vida de Carlos Gardel) (1950).